# Geschiedenis van Indymedia
Het eerste Indymediacentrum dat gebruikmaakte van open publicatie werd geopend in Seattle tijdens de protesten van de wereldwijde anti/anders/globaliseringsbeweging tegen de ministeriële top van de Wereldhandelsorganisatie WTO, eind 1999. Het was een toevallige samenkomst van de vrije beschikbaarheid van software die open publicatie mogelijk maakte en de wens om nieuws snel te kunnen verspreiden. De website indymedia.org was wereldwijd een belangrijke informatiebron over de protesten, voor journalisten en voor geïnteresseerden in het algemeen. Veel gangbare media-websites, zoals CNN en de BBC, linkten naar Indymedia.
Na de protesten in Seattle bleef het even stil rond Indymedia. De opennieuwslijn (newswire) van de website werd wel gebruikt, maar nieuwe ontwikkelingen bleven uit. Pas rond protesten in Washington tegen een top van het IMF en de Wereldbank in april 2000, ontstond er een nieuwe indymedia-website. Indymedia werd hiermee steeds meer gezien als hét mediacentrum van de internationale beweging tegen de economische globalisering van het neoliberalisme, de andersglobaliseringsbeweging.
Sindsdien zijn er elk jaar nieuwe websites bij het netwerk gekomen. Deze concentreerden zich niet langer slechts op nieuws over protesten bij een bepaalde internationale top, maar brachten in toenemende mate ook alledaags nieuws over andere onderwerpen met betrekking tot gangbare sociale bewegingen, zoals milieu-activisme, antiracisme of protesten tegen het beleid van regeringen. Indymedia Argentinië was een belangrijke informatiebron tijdens hevige rellen en repressie in december 2001. Drie opeenvolgende presidenten traden toen binnen een week af, wegens economisch wanbeleid en vanwege de dood van activisten tijdens de massale en breedgedragen onrusten.
Op 28 mei 2000 werd Indymedia België opgericht. De lancering van Indymedia Nederland vond plaats op 17 oktober 2001, ze trad toe tot het indymedia netwerk op 18 december 2001. Op 14 december 2002 kwam er een derde Nederlandstalige Indymedia, Indymedia West-Vlaanderen. Kort nadien gevolgd door Indymedia Oost-Vlaanderen op 7 juli 2003, Indymedia Luik (Franstalig) op 10 september 2003 en Indymedia Antwerpen op 23 november 2003. De vermelde datums zijn de officiële data van toetreden tot het Indymedia-netwerk. De vermelde sites waren enkele maanden voordien reeds actief. In Brussel en Limburg is ook een Indymedia-project opgestart.
Met de oprichting van de laatste websites ontstond ook steeds meer de tendens in de Benelux-landen om Indymedia meer een lokaal of regionaal karakter te geven, dit in navolging van het origineel. De diverse Indymedia's in Canada, de Verenigde Staten en Australië waren in die tijd al stedelijke Indymedia-centra (IMC's). Ook in Europese landen als Italië en het Verenigd Koninkrijk bestonden al meerdere Indymedia-centra die meer gericht zijn op lokaal nieuws.
Ander punten van verschil zijn de houding tov censuur en de (niet) verbondenheid met overheid, politieke partijen en andere groepen.
Daarnaast zijn er nieuwe Indymedia's over een bepaald thema, zoals over biotechnologie en gentechnologie wereldwijd. Tokelau, dat onder water dreigt te komen vanwege de opwarming van de Aarde, heeft een aparte Indymedia eigen-stijl zonder open publicatie op de website en zijn daarom ook niet officieel opgenomen in het Indymedia netwerk.
Op 7 oktober 2004 werd er bij een Indymedia-provider in Groot-Brittannië huiszoeking gedaan op bevel van de FBI op grond van een internationale vraag gebruikmakend van zogenaamde terrorismebestrijding. De echte toedracht wordt geheimgehouden. Deze actie legde 20 Indymedia's enkele dagen plat waaronder vier Belgische, Luik, Oost-Vlaanderen, West-Vlaanderen en Antwerpen.
In 2004 raakte Indymedia Nederland ook in conflict met het Nederlandse Openbaar Ministerie nadat er een oproep geplaatst wordt om Geert Wilders te vermoorden.